# 50 mayores colaboradores de la Euroliga
Los 50 mayores colaboradores de la historia de la Euroliga fueron elegidos el día 3 de febrero de 2008 en Madrid (España), con motivo de la celebración del 50 aniversario de la celebración de la primera Copa de Europa de Baloncesto. La lista fue confeccionada por un comité de expertos presidido por el Secretario General de la FIBA, Borislav Stanković y en ella se incluyeron a los jugadores, entrenadores y árbitros que se consideraba que más habían contribuido a engrandecer a la Euroliga (o sus equivalentes anteriores de máxima competición continental) en toda la historia de la competición.
Los seleccionados, 35 jugadores, 10 entrenadores y 5 árbitros, fueron homenajeados en el transcurso de la Final Four de la Euroliga, entre los días 2 y 4 de mayo de 2008.

## Jugadores seleccionados
Los jugadores en cursiva permanecían en activo cuando se anunció la lista, en la temporada 07/08.
| Jugador                   | Posición  | Nacionalidad         |
| ------------------------- | --------- | -------------------- |
| Fragiskos Alvertis        | Alero     | Grecia               |
| Serguéi Belov             | Base      | Rusia                |
| Miki Berkovich            | Escolta   | Israel               |
| Dejan Bodiroga            | Alero     | Serbia               |
| Wayne Brabender           | Alero     | Estados Unidos       |
| Juan Antonio Corbalán     | Base      | España               |
| Krešimir Ćosić            | Pívot     | Croacia              |
| Mike D'Antoni             | Base      | Estados Unidos       |
| Dražen Dalipagić          | Alero     | Serbia               |
| Predrag Danilović         | Escolta   | Serbia               |
| Mirza Delibašić           | Escolta   | Bosnia y Herzegovina |
| Vlade Divac               | Pívot     | Serbia               |
| Aleksandar Đorđević       | Base      | Serbia               |
| Nikos Galis               | Escolta   | Grecia               |
| Emanuel Ginóbili          | Escolta   | Argentina            |
| Šarūnas Jasikevičius      | Base      | Lituania             |
| Radivoj Korać             | Ala-pívot | Serbia               |
| Toni Kukoč                | Alero     | Croacia              |
| Clifford Luyk             | Pívot     | Estados Unidos       |
| Pierluigi Marzorati       | Base      | Italia               |
| Bob McAdoo                | Ala-pívot | Estados Unidos       |
| Dino Meneghin             | Pívot     | Italia               |
| Bob Morse                 | Alero     | Estados Unidos       |
| Aldo Ossola               | Base      | Italia               |
| Theodoros Papaloukas      | Base      | Grecia               |
| Anthony Parker            | Escolta   | Estados Unidos       |
| Dražen Petrović           | Escolta   | Croacia              |
| Dino Radja                | Ala-pívot | Croacia              |
| Manuel Raga               | Alero     | México               |
| Antonello Riva            | Alero     | Italia               |
| Emiliano Rodríguez        | Alero     | España               |
| Arvydas Sabonis           | Pívot     | Lituania             |
| Juan Antonio San Epifanio | Alero     | España               |
| Walter Szczerbiak         | Alero     | Estados Unidos       |
| Panagiotis Giannakis      | Base      | Grecia               |

## Lista de entrenadores
En la misma gala se dio a conocer la lista de los considerados como 10 mejores entrenadores de la historia de la competición:
| Jugador             | Nacionalidad   |
| ------------------- | -------------- |
| Pedro Ferrándiz     | España         |
| Pini Gershon        | Israel         |
| Aleksander Gomelsky | Rusia          |
| Dušan Ivković       | Serbia         |
| Božidar Maljković   | Serbia         |
| Ettore Messina      | Italia         |
| Aleksandar Nikolić  | Serbia         |
| Željko Obradović    | Serbia         |
| Dan Peterson        | Estados Unidos |
| Lolo Sainz          | España         |

## Lista de árbitros
Así mismo se nombró a los 5 árbitros cuyo desempeño sobre la cancha se consideró que había sido el mejor en los 50 años de historia de la Copa de Europa y la Euroleague:
| Jugador            | Nacionalidad |
| ------------------ | ------------ |
| Artenik Arabadjian | Bulgaria     |
| Mijaíl Davidov     | Rusia        |
| Lubomir Kotleba    | Eslovaquia   |
| Yvan Mainini       | Francia      |
| Costas Rigas       | Grecia       |